# Химна Јужноафричке Републике
Јужноафричка државна химна је од 1997. године је спој химне „Боже благослови Африку” (Nkosi Sikelel' iAfrika), енглеске строфе и песме „Зов Јужне Африке” (Die Stem van Suid-Afrika).

## Структура
Необична композиција химне садржи пет најзаступљенијих од једанаест званичних језика Јужноафричке републике: коса (прва строфа, прва два стиха), зулу (прва строфа, друга два стиха), сото (друга строфа), африканерски (трећа строфа) и енглески (последња строфа).

## Историја
Основу химне, Nkosi Sikelel' iAfrika компоновао је методистички учитељ Енох Сонтонга 1897. године. Првенствено је певана као црквена песма, али је касније постала симбол политичког револта против апартхејда. Песму Die Stem van Suid-Afrika написао је Корнелијус Лангенховен 1918. године, а музику је компоновао часни Мартинус Лоренс ел Вилијер 1921. године. Ова песма је заједно са „Боже спаси краља/краљицу” била равноправна државна химна од 1938. до 1957, када је служила као једина химна све до 1994. године.
Јужноафричка влада је усвојила обе песме као химне 1994. године, када су изведене на инаугурацији Нелсона Менделе. Оне су спојене 1997. године како би формирале садашњу химну. Нови енглески текст је адаптирани склоп последња четири стиха песме Die Stem van Suid-Afrika, уз нагласак на наду у боље јужноафричко друштво после апартхејда. 

## Текст
| Језик        | Текст | Превод |
| ------------ | --- | --- |
| коса         | Nkosi sikelel' iAfrika Maluphakanyisw' uphondo lwayo,                                                                                                 | Боже благослови Африку Уздигни високо славу њену                                                                     |
| зулу         | Yizwa imithandazo yethu, Nkosi sikelela, thina lusapho lwayo.                                                                                         | Послушај и молитве наше, Боже благослови нас, ми смо њен пород.                                                      |
| сото         | Morena boloka setjhaba sa heso, O fedise dintwa le matshwenyeho, O se boloke, O se boloke setjhaba sa heso, Setjhaba sa, South Afrika, South Afrika . | Господе заштити наш народ, Заустави ратове и патњу, Заштити га, Заштити наш народ, Народ Јужне Африке, Јужне Африке. |
| африканерски | Uit die blou van onse hemel, Uit die diepte van ons see, Oor ons ewige gebergtes, Waar die kranse antwoord gee,                                       | Бди из плавих небеских висина, Из непрегледних морских дубина, Преко постојаних планина, Где твоје име чује се!      |
| енглески     | Sounds the call to come together, And united we shall stand, Let us live and strive for freedom In South Africa our land!                             | Јави нам се позив на јединство, И ко један ћемо стати, Живимо и стремимо ка слободи У нашој земљи, Јужној Африци!    |